# Солджер-філд
Солджер-філд (англ. Soldier Field) — американський футбольний стадіон, розташований на території Музейного кампусу в місті Чикаго, штат Іллінойс, США. Відкритий 1924 року, він є найстаршим із нині існуючих у НФЛ, 2014 року відсвяткувавши свій 90-літній ювілей. Починаючи з 1971 року стадіон є домашньою ареною команди НФЛ Чикаго Берс. Арена вміщує 61 500 глядачів, завдяки чому є третьою найменшою в Національній Футбольній Лізі. У 2003 році відбулася значна реконстукція інтер'єру.